# Naarden
Naarden es un antiguo municipio y una localidad situados en la provincia de Holanda Septentrional, Países Bajos.
La ciudad recibió la carta de municipalidad en 1255. El Naarden actual no se encuentra situado en el mismo lugar donde originalmente creció la ciudad. A causa de las inundaciones provocadas por el Zuiderzee –el antiguo mar interior, actual IJsselmeer–, en 1350, tras ser destruida durante enfrentamientos civiles que asolaron el Condado de Holanda, la ciudad fue trasladada a un lugar más seguro siendo reconstruida en 1355.
Desde 2016 forma parte del municipio de Gooise Meren.

## Historia
En 1482, el Condado de Holanda pasó a formar parte de los Países Bajos de los Habsburgo.
El 1 de diciembre de 1572 la ciudad, que se había rebelado contra el Imperio español, fue tomada por las tropas de Felipe II comandadas por Fadrique Álvarez de Toledo. Matando a gran parte de sus habitantes (según los neerlandeses) y a los hombres armados (según el diplomático español Bernardino de Mendoza). Además se destruyeron los muros medievales y se incendió el poblado. La ciudad fue recuperada por los holandeses en diciembre del año siguiente. Iniciándose la construcción de unas nuevas fortificaciones de traza italiana construidas siguiendo un diseño más moderno. La villa fue tomada por los franceses en 1672, al año siguiente la ciudad fue recuperada por las Provincias Unidas que decidieron modernizar la fortaleza. Los franceses volvieron a ocupar las fortificaciones en enero de 1795, hasta que el 12 de mayo de 1814 pasó definitivamente a manos de los Países Bajos.
La ciudad ha conservado las fortificaciones y el foso que la rodea, siendo de las pocas en el país que todavía los conserva.

## Lugares de interés
- Tumba de Comenio